# Simyra venata
Simyra venata là một loài bướm đêm trong họ Noctuidae.